# Some Kinda Rush
Singles de Booty Luv
Don't Mess With My Man
Pistes de Boogie 2nite
Boogie 2nite (Seamus Haji Big Love Edit) Dance dance
Some Kinda Rush est le quatrième single extrait du premier album du duo Booty Luv. Il est sorti le 24 décembre 2007 au Royaume-Uni. C'est le premier single original des filles, en effet, jusqu'à présent tous leurs singles avaient été des reprises.

## Clip vidéo
La vidéo a commencé à tourner sur les chaines musicales à partir du 16 novembre 2007. Il est réalisé avec des effets spéciaux alors que les filles sont au volant d'une Lamborghini.
Le clip

## Liste des pistes
| #       | Titre                              | Durée |
| ------- | ---------------------------------- | ----- |
| HK46CDX |                                    |       |
| 1.      | Some Kinda Rush [Radio Edit]       |       |
| 2.      | Some Kinda Rush [Acoustic Version] |       |

| #       | Titre                                  | Durée |
| ------- | -------------------------------------- | ----- |
| HK46CDS |                                        |       |
| 1.      | Some Kinda Rush [Radio Edit]           | —     |
| 2.      | Some Kinda Rush [Club Mix]             | —     |
| 3.      | Some Kinda Rush [Spencer & Hill Remix] | —     |
| 4.      | Some Kinda Rush [Soul Avengerz Remix]  | —     |
| 5.      | Some Kinda Rush [Paleface Remix]       | —     |
| 6.      | Some Kinda Rush [Acoustic Version]     | —     |

| #     | Titre                                  | Durée |
| ----- | -------------------------------------- | ----- |
| HK46T |                                        |       |
| 1.    | Some Kinda Rush [Club Mix]             | —     |
| 2.    | Some Kinda Rush [Soul Avengerz Remix]  | —     |
| 3.    | Some Kinda Rush [Spencer & Hill Remix] | —     |
| 4.    | Some Kinda Rush [Filthy Rich Remix]    | —     |

## Classement des ventes
| Pays                | Meilleure position |
| ------------------- | ------------------ |
| Royaume-Uni         | 21                 |
| Royaume-Uni (Dance) | 3                  |
| Pays-Bas            | 7                  |